# Josip Eugen Tomić
Josip Eugen Tomić (18. listopadu 1843, Požega - 13. července 1906, Záhřeb) byl chorvatský realistický spisovatel.
Zprvu neúspěšný básník a tvůrce historických dramat vstoupil na scénu se sbírkou Leljinke, která vyvolala ostré protesty pravicově smýšlející kritiky. Do popředí zájmu se dostal ale až v okamžiku vydání historického románu o Husejnu Gradaščevićovi a jeho povstání v Bosně (Zmaj od Bosne - Drak z Bosny). V pozdějších letech pak sepsal ještě několik dalších románů s historickou tematikou. Často se do nich prolíná téma střetu starého světa (ať již bosenských begů, či rakousko-uherských šlechticů) s novým (moderní společnost).
Byl současníkem Augusta Šenoy a byl ním také i ovlivněn. Tomić dokázal v atmosféře hroutící se Osmanské říše připoutat pozornost tehdejších čtenářů k nedaleké Bosně a Hercegovině a poukázat na řadu dobových událostí prostřednictvím výrazových prostředků ve svých románech, odehrávajících se v zemi pod osmanskou nadvládou, což mu vyneslo nemalou popularitu. Jedno z jeho posledních, ale klíčových děl, je společenský román Melita který obohatil chorvatskou literaturu o zcela nový rozměr.